# College Technologiczny Nof ha-Galil
College Technologiczny Nof ha-Galil (hebr. מכללת נצרת עלית - יזרעאל; ang. Nazareth Illit-Yezreel Technological College) jest college'em w Izraelu. Uczelnia jest położona w mieście Nof ha-Galil w Dolnej Galilei.

## Historia
College został założony w 1987 roku w celu wyszkolenia pracowników nowych technologii dla potrzeb rozwijającego się przemysłu w mieście Nacerat Illit w Dolnej Galilei. Dla ich potrzeb wybudowano zespół nowoczesnych budynków zapewniających szkolenie zawodowe z możliwością dalszego kształcenia się na studiach wyższych.

## Wydziały
College realizuje dwuletni program nauczania inżynierskiego w dziedzinach: zarządzanie przemysłowe, oprogramowanie komputerowe, elektronika przemysłowa, elektrotechnika, mechatronika, inżynieria mechaniczna i architektura. W systemie wieczorowym nauka trwa trzy lata.

## Komunikacja
Z uczelni wyjeżdża się na ulicę Sderot Ma'ale Yitshak, którą jadąc na zachód dojeżdża się do skrzyżowania z drogą nr 75 na granicy Nazaret Illit z sąsiednim miastem Nazaret.